# Pajdugina
Pajdugina (rusky Пайдугина) je řeka v Tomské oblasti v Rusku. Je dlouhá 458 km. Plocha povodí měří 8 790 km².

## Průběh toku
Odtéká z jezera Okuňovoje (6,3 km²) na Obskojenisejském rozvodí. Teče na jihozápad a ústí zprava do Keti (Narymské rameno) na 11 říčním kilometru.

## Vodní režim
Zdrojem vody jsou převážně sněhové srážky. Průměrný průtok vody ve vzdálenosti 177 km od ústí činí 47 m³/s. Zamrzá na konci října až v listopadu a rozmrzá na konci dubna až v první polovině května. V květnu a v červnu dosahuje nejvyšších stavů.